# Cryptochrostis crocea
Cryptochrostis crocea là một loài bướm đêm trong họ Noctuidae.